# Leśna rodzina
Leśna rodzina (ang. The Sylvanian Families, fr. Les Familles Sylvanians, 1987) – francusko-amerykański serial animowany powstały w oparciu o linię zabawek Sylvanian Families. Serial liczy 13 odcinków po 2 epizody.

## Fabuła
Animacja o leśnych zwierzętach, które są przyjazne. W każdym odcinku występuje inne dziecko, które chce odwiedzić Zaczarowany Las, w którym mieszka Leśniczy. Kiedy jakieś dziecko wejdzie do domku leśniczego, słyszy zdanie: „Stań się mały, jeszcze mniejszy, malusieńki”. 

## Wersja polska
W Polsce trzy pierwsze odcinki serialu były dystrybuowane na VHS 5 maja 1991 roku przez Eurocom Studio. Całościowo serial emitowany był po raz pierwszy w wakacje 1992 roku w ramach Wieczorynki na TVP1 i był kilkukrotnie powtarzany – w wakacje 1993 roku, następnie wiosną 1994 roku. Można go było oglądać także w Fox Kids oraz Jetix Play. Premiera serialu w Jetix Play odbyła się 8 kwietnia 2006 roku.
Wersja polska:
- Studio Opracowań Filmów w Warszawie (odc. 1-3),
- Studio Kobart (odc. 4-13)

Reżyseria: Miriam Aleksandrowicz

Dialogi:
- Halina Wodiczko (odc. 1-3),
- Joanna Klimkiewicz (odc. 3),
- Dariusz Dunowski (odc. 4-7, 9-10),
- Zbigniew Borek (odc. 8),
- Dorota Kawęcka (odc. 11-12),
- Grażyna Dyksińska-Rogalska (odc. 13)

Dźwięk:
- Jerzy Januszewski (odc. 1-3),
- Andrzej Kowal (odc. 4-7, 9-10),
- Sławomir Czwórnóg (odc. 8, 11-13)

Montaż:
- Gabriela Turant-Wiśniewska (odc. 1-3),
- Andrzej Kowal (odc. 4-7, 9-10),
- Sławomir Czwórnóg (odc. 8, 11-13)

Kierownictwo produkcji:
- Andrzej Oleksiak (odc. 1-3),
- Ewa Borek (odc. 4-13)

Tekst piosenki: Filip Łobodziński

Kierownictwo muzyczne: Marek Klimczuk

Udział wzięli:
- Tadeusz Borowski – Leśniczy (odc. 1-3)
- Krzysztof Kołbasiuk – Leśniczy (odc. 4-13)
- Halina Chrobak –
  - Ashley Szarymiś,
  - Maria (odc. 2b),
  - Penny (odc. 3b)
- Izabella Dziarska – 
  - Rusty Brązowy Zajączek,
  - Danny (odc. 1a),
  - Grace (odc. 2a)
- Iwona Rulewicz –
  - Myrtle Szop,
  - Basia (odc. 4b)
- Olga Sawicka – 
  - Preston Evergreen,
  - Grover Orzechowiec (odc. 3a)
- Ewa Złotowska – 
  - Hollie Brązowy Zajączek (odc. 1-3),
  - Daisy Miś (odc. 3a)
- Joanna Wizmur – 
  - Scarlet Lisiasta,
  - pani Szopowa,
  - Babcia Miś (odc. 2b),
  - Charlie (odc. 3a),
  - Buddy Brązowy Miś (odc. 3b),
  - Lester Mysz (odc. 4b),
  - babcia Perełka (odc. 5b)
- Agata Gawrońska – Buster Lisiasty
- Paweł Galia – Oślizg Lisiasty (odc. 1-3)
- Władysław Grzywna –
  - Oślizg Lisiasty (odc. 4-13),
  - Roger Bóbr (odc. 7b),
  - Ernest Evergreen,
  - Dziadek Brązowy Zajączek
- Anna Leszczyńska – pani Lisiasta
- Jarosław Domin –
  - Packbat,
  - Smokey Brązowy Zajączek
- Zbigniew Suszyński – 
  - Krokodyl (oprócz odc. 5b, 7a),
  - Wade Bóbr (odc. 1a)
- Dorota Kawęcka – 
  - pani Brązowy Zajączek,
  - Hollie Brązowy Zajączek (odc. 4-13)
- Ewa Smolińska – 
  - Roger Bóbr (odc. 1a),
  - Joel (odc. 1b)
- Wojciech Machnicki – 
  - Herb Brązowy Zajączek,
  - Ernie Evergreen (odc. 1a),
  - mer Gustaw Miś (odc. 3a),
  - pan Miś (odc. 7b)
- Rafał Sisicki – Herb Brązowy Zajączek
- Robert Rozmus –
  - pan Orzechowiec,
  - Chester Mysz (odc. 3a)
- Tomasz Kozłowicz –
  - Jonathan (odc. 4b),
  - Robbie (odc. 7b)
- Miriam Aleksandrowicz –
  - nauczycielka (odc. 4b),
  - Nancy Bóbr (odc. 7b)
- Olga Sawicka – Misty Bóbr (odc. 8b)
- Barbara Bursztynowicz – Kasia (odc. 5a)
- Krystyna Kozanecka – 
  - Myrtle Szop (odc. 4b),
  - Prissy Zajączek (odc. 5a),
  - Brigitte (odc. 5b),
  - Krysia (odc. 7a)
- Zbigniew Borek – 
  - Krokodyl (odc. 5b, 7a),
  - Chester Mysz (odc. 4b),
  - mały Leśniczy (odc. 12a)
- Hanna Kinder-Kiss – Sara (odc. 8a)
- Jacek Kawalec – Jaś (odc. 8b)
- Andrzej Dębski – Marek (odc. 9a)
- Wojciech Machnicki – pan Miś (odc. 7b)
- Józef Mika – Antoś (odc. 12a)
- Mirosław Wieprzewski – Cliff Zajączek (odc. 12a)
- Omar Sangare – Grover Orzechowiec (odc. 12b)
- Andrzej Bogusz – Wade Bóbr (odc. 7b)
- Katarzyna Bargiełowska
- Jacek Czyż
- Jerzy Dominik

i inni
Lektor:
- Tadeusz Borowski (odc. 1-3),
- Krzysztof Kołbasiuk (odc. 4-13)

## Spis odcinków
| Nr             | Polski tytuł          | Angielski tytuł            |
| -------------- | --------------------- | -------------------------- |
|                |                       |                            |
| SERIA PIERWSZA |                       |                            |
|                |                       |                            |
| 01             | Siła to nie wszystko  | Dam Busters                |
| 01             | Przechytrzyć lisy     | Outfoxing The Foxes        |
|                |                       |                            |
| 02             | Uwierz w siebie       | Grace Under Pressure       |
| 02             | Lekcja odwagi         | Fraidy Cats                |
|                |                       |                            |
| 03             | Sprawa dla detektywa  | The Bear Facts             |
| 03             | Fałszywe skarby       | Fool’s Gold                |
|                |                       |                            |
| 04             | Nauczka na przyszłość | Know It All                |
| 04             | Nauka nie idzie w las | School Daze                |
|                |                       |                            |
| 05             | Kochane urwisy        | Double Trouble             |
| 05             | Imbirowy festyn       | Cooking Up Trouble         |
|                |                       |                            |
| 06             | Zmartwienie Jessiki   | Daddy’s Little Girl        |
| 06             | Najpiękniejsza        | Beauty And The Beast       |
|                |                       |                            |
| 07             | Skrab                 | The Wheel Thing            |
| 07             | Kłopoty z kąpielą     | Muddy Waters               |
|                |                       |                            |
| 08             | Nie ma jak w domu     | There’s No Place Like Home |
| 08             | Silny nie znaczy zły  | Tough Enough               |
|                |                       |                            |
| 09             | Kochani dziadkowie    | Hip To Be Bear             |
| 09             | Rodzinne sprzeczki    | Feud For Thought           |
|                |                       |                            |
| 10             | Brawo Tato            | Stand By Your Dad          |
| 10             | Braterska miłość      | My Brother’s Keeper        |
|                |                       |                            |
| 11             | Opiekun do dzieci     | Boy’s Intuition            |
| 11             | Wiwat państwo młodzi  | Here Come The Brides       |
|                |                       |                            |
| 12             | Odkrywcy              | Founders Keepers           |
| 12             | Mała pani Leśniczyni  | Little Ms. Woodkeeper      |
|                |                       |                            |
| 13             | Rodzinne szczęście    | Happily Ever After         |
| 13             | Bohaterska Amelia     | Really Amelia              |
|                |                       |                            |